# Severino Reija
Severino Reija Vázquez (Lugo, 1938. november 25. –) Európa-bajnok spanyol válogatott labdarúgó.
A spanyol válogatott tagjaként részt vett az 1962-es és az az 1966-os világbajnokságon, illetve az 1964-es Európa-bajnokságon.

## Sikerei, díjai
Real Zaragoza
- Vásárvárosok kupája (1): 1963–64
- Spanyol kupa (2): 1963–64, 1965–1966

Spanyolország
- Európa-bajnok (1): 1964